# یواس‌اس وایت‌کپ (اس‌پی-۳۴۰)
یواس‌اس وایت‌کپ (اس‌پی-۳۴۰) (به انگلیسی: USS Whitecap (SP-340)) یک کشتی بود که طول آن ۱۴۳ فوت (۴۴ متر) بود. این کشتی در سال ۱۹۱۶ ساخته شد.